# جيسيكا روسي
جيسيكا روسي (بالإيطالية: Jessica Rossi)‏ هي لاعبة رماية إيطالية، ولدت في 7 يناير 1992 في تشنتو في إيطاليا.

## وصلات خارجية
- جيسيكا روسي على موقع الاتحاد الدولي (الإنجليزية)
- جيسيكا روسي على موقع اللجنة الأولمبية الدولية (الإنجليزية)
- جيسيكا روسي على موقع أوليمبيديا (الإنجليزية)
- جيسيكا روسي على موقع اللجنة الأولمبية الإيطالية (الإيطالية)
- جيسيكا روسي على موقع CONI honoured athlete website (الإيطالية)